# Пояна (Яломіца)
Пояна (рум. Poiana) — село у повіті Яломіца в Румунії. Входить до складу комуни Чулніца.
Село розташоване на відстані 92 км на схід від Бухареста, 8 км на захід від Слобозії, 117 км на захід від Констанци, 114 км на південний захід від Галаца.

## Населення
За даними перепису населення 2002 року у селі проживали 913 осіб, усі — румуни. Усі жителі села рідною мовою назвали румунську.